# Каравелов, Любен
Любен Стойчев Каравелов (около 1834, Копривштица — 21 января 1879, Русе) — первый болгарский профессиональный писатель, крупная фигура Болгарского национального возрождения.  Является одним из «четырёх великих» (Четиримата големи) болгарского движения освобождения от Османской империи, к которым причисляют ещё Христо Ботева, Георгия Стойкова Раковского и Васила Левского.

## Биография и творчество
Родился в Копривштице, в 1850 году поехал учиться в школу Найдена Герова в Пловдиве. После этого два года посещал греческую школу, затем был переведён в болгарскую школу, где среди предметов была русская литература. После окончания школы некоторое время провёл в Эдирне как ученик, затем вернулся в Копривштицу, после чего в 1856 году переехал в Стамбул изучать торговлю. Вместо этого он заинтересовался политикой, в частности, Крымской войной. Также исследовал фольклор и этнографию.
В 1857 году Каравелов поехал в Москву через Одессу под предлогом поступления в кадетский корпус. Вместо этого поступил на историко-филологический факультет Московского Университета, где он попал под влияние русских революционных демократов, находился под наблюдением полиции с 1859 года и участвовал в беспорядках в 1861 году. Каравелов оказался в центре кружка радикально настроенных болгарских студентов (Константин Миладинов, Райко Жинзифов, Васил Попович, Нешо Бончев и др.), издавал вместе с ними журнал, а также начал писать стихи и повести по-болгарски, научные статьи по болгарской этнографии и публицистику по-русски. В 1867 году он поехал в Белград как корреспондент российских газет, начал публиковать прозу и статьи по-сербски. В этом же году в воронежском «Славянском вестнике» публикуется его статья «Вук Стефанович Караджич».
В 1868 году Каравелов отправился в Нови-Сад, находившийся тогда на территории Австро-Венгрии, для установления контактов с сербской оппозицией. Был арестован и сидел в тюрьме в Будапеште по обвинению в участии в заговоре с целью убийства сербского князя Михаила. В 1869 году поселился в Бухаресте, собираясь издавать собственную газету и сотрудничать с только что основанным «Болгарским Научным Обществом» (позже превратившимся в Болгарскую академию наук).
В своей первой газете «Свобода», издаваемой в Бухаресте (1869—1873), сотрудничал с Христо Ботевым, который посвятил ему стихотворение. В 1872 году Каравелов был избран председателем Болгарского революционного центрального комитета болгарских революционеров (БРЦК), где он работал вместе с Василом Левским и Панайотом Хитовым. Он разделял идеи Левского относительно демократической республики как цели национальной революции. Идеалом политической системы для Каравелова была Швейцария, которая, как он считал, могла бы стать моделью для этнически пёстрых Балкан. Он также высоко ценил систему американского образования и (по его мнению) высокий уровень эмансипации женщин в США.
В 1873—1874 годах Каравелов и Ботев издавали газету «Независимост». Они оба написали большое количество неподписанных статей, так что иногда сложно определить, кто именно из них что писал. Материалы газеты стали высокими стандартами болгарского языка и литературы. После ареста и казни Левского в 1873 году разочарованный Каравелов постепенно отошёл от революционной деятельности (за что его остро критиковал Ботев), и начал издавать журнал «Знание» и научно-популярную литературу. Каравелов в публикациях в газете «Независимост» обвинил священника К. Никифорова в предательстве Левского, и эта версия получила широкое хождение в историографии (окончательно опровергнута лишь в конце XX века).
Любен Каравелов умер в 1879 году в Русе, вскоре после обретения Болгарией независимости.
Основные произведения Каравелова — повести «Болгары старого времени» (болг. „Българи от старо време“, 1872) и «Мамино дитя» (болг.  „Маминото детенце“) — считаются первыми оригинальными болгарскими романами.
Младший брат Любена Каравелова Петко был значительной фигурой в болгарской политической жизни конца XIX века.